# Alex Zingerle
Alex Zingerle (ur. 17 sierpnia 1992 w Bressanone) – włoski narciarz alpejski, dwukrotny medalista mistrzostw świata juniorów.

## Kariera
Po raz pierwszy na arenie międzynarodowej Alex Zingerle pojawił się 17 listopada 2007 roku w Rjukan, gdzie w zawodach FIS Race zajął 18. miejsce w slalomie. W 2010 roku wystartował na mistrzostwach świata juniorów w Regionie Mont Blanc, gdzie jego najlepszym wynikiem było jedenaste miejsce w slalomie. Jeszcze trzykrotnie startował na imprezach tego cyklu, największy indywidualny sukces osiągając podczas mistrzostw świata juniorów w Quebecy w 2013 roku, gdzie zdobył srebrny medal w gigancie. W zawodach tych rozdzielił na podium Aleksandra Aamodta Kilde z Norwegii oraz Žana Kranjca ze Słowenii.
W Pucharze Świata zadebiutował 16 grudnia 2012 roku w Alta Badia, gdzie nie zakwalifikował się do drugiego przejazdu w gigancie. Pierwsze pucharowe punkty zdobył 14 grudnia 2013 roku w Val d’Isère, zajmując osiemnastą pozycję w tej samej konkurencji. W klasyfikacji generalnej sezonu 2013/2014 zajął ostatecznie 106. miejsce. Nie startował na mistrzostwach świata ani igrzyskach olimpijskich.

## Osiągnięcia

### Mistrzostwa świata juniorów
| Miejsce | Dzień       | Rok  | Miejscowość       | Konkurencja | Czas biegu  | Strata  | Zwycięzca               |
| ------- | ----------- | ---- | ----------------- | ----------- | ----------- | ------- | ----------------------- |
| 20.     | 1 lutego    | 2010 | Region Mont Blanc | Supergigant | 1:29,71 min | +2,13 s | Maxence Muzaton         |
| 11.     | 2 lutego    | 2010 | Region Mont Blanc | Slalom      | 1:30,97 min | +2,39 s | Reto Schmidiger         |
| 39.     | 4 lutego    | 2010 | Region Mont Blanc | Zjazd       | 1:19,32 min | +1,93 s | Mattia Casse            |
| 24.     | 30 stycznia | 2011 | Crans-Montana     | Gigant      | 2:19,62 min | +4,59 s | Alexis Pinturault       |
| DNF1    | 31 stycznia | 2011 | Crans-Montana     | Slalom      | 1:28,54 min | -       | Reto Schmidiger         |
| 2.      | 5 marca     | 2012 | Roccaraso         | Drużynowo   | ?           | ?       | Słowenia                |
| DNF1    | 7 marca     | 2012 | Roccaraso         | Gigant      | 2:39,50 min | -       | Henrik Kristoffersen    |
| DNF1    | 9 marca     | 2012 | Roccaraso         | Slalom      | 1:38,44 min | -       | Santeri Paloniemi       |
| 24.     | 22 lutego   | 2013 | Québec            | Zjazd       | 1:30,95 min | +3,03 s | Nils Mani               |
| DNS     | 24 lutego   | 2013 | Québec            | Supergigant | 58,49 s     | -       | Thomas Mayrpeter        |
| 2.      | 25 lutego   | 2013 | Québec            | Gigant      | 2:20,75 min | +0,48 s | Aleksander Aamodt Kilde |
| 10.     | 26 lutego   | 2013 | Québec            | Slalom      | 1:59,40 min | +4,25 s | Manuel Feller           |
| 5.      | 26 lutego   | 2013 | Québec            | Kombinacja  | ?           | ?       | Henrik Kristoffersen    |

### Puchar Świata

#### Miejsca w klasyfikacji generalnej
- sezon 2012/2013: -
- sezon 2013/2014: 106.
- sezon 2015/2016:

#### Miejsca na podium w zawodach
Jak dotąd Zingerle nie stał na podium zawodów Pucharu Świata.